# Инанантона
Инанантона (на малгашки: Inanantona) е селище и община в централен Мадагаскар, регион Вакинанкаратра, окръг Бетафо. Населението на общината през 2001 година е 15 768 души.